# Île Gamma
Gamma est une île des Bermudes. 